# Xã Clay, Quận Cass, Indiana
Xã Clay (tiếng Anh: Clay Township) là một xã thuộc quận Cass, tiểu bang Indiana, Hoa Kỳ. Năm 2010, dân số của xã này là 2.817 người.